# 御燈
御燈（灯）（ごとう）は平安時代以降、宮中で行われていた年中行事である。北辰信仰に基づき、3月と9月に天皇が北辰（北極星。時には北斗七星とも混同される）に灯火を捧げる儀式であり、その灯火をも「御燈（灯）」と呼んだ。また北辰を祀ることから一に北辰祭ともいう。

## 起源
北極星は中国において「北辰菩薩」や「妙見」と称され、諸星の中で最も尊く、神仙の中の神仙、菩薩の大将であり、国土擁護を司るとされ、その信仰が日本に輸入されて国土安穏や諸災回避を祈る行事となったもので、当初は中国の仏教思想として伝来したようであるが、いつ、いかなる経緯でもたらされたか、その起源を詳らかにしない。早く民間において盛んに行われ、延暦15年（796年）3月には京畿において誰もがこれを行うために生業が蔑ろにされ、男女が群集するために風紀が乱れる事を理由にこれを禁じ、また「どうしても行いたいなら各人で日を異にして行い、決して会集しないこと」との勅令が下される程であった。

## 沿革 1
民間の儀礼である北辰祭が宮中にもたらされた時期は不明であるが、桓武天皇が遷都後に北辰菩薩を祀る霊厳寺（廃寺。妙見寺ともいい、京都府京都市鷹峯の現圓成寺がその後継という）に灯火を捧げたとの伝えがあり、遅くとも同天皇の治世下には行われていたらしく、その後「宮廷諸儀礼完備の時代」といわれる清和天皇の貞観年中（9世紀後半）に宮中行事として公式に採用され、天皇自身が北辰に灯火を捧げるようになったと見られている。因みにこの日は廃朝とされる事が多く、また『延喜式』を見ると、中宮においても同様の儀式が行われていた。
当初灯火を捧げられたのは上記霊厳寺であったが、宇多天皇の寛平年間（9世紀末）の初めに月林寺（廃寺。現京都市左京区の一乗寺月輪寺町、修学院月輪寺町付近にあったという）へ、次いで円成寺（廃寺。現京都市左京区鹿ヶ谷の大豊神社境内にあったという）へと変わり、醍醐天皇の延喜2年（902年）から再び霊厳寺へ捧げるようになったという。また、御燈の日には「神事吉事、遊宴」が行われ、一緒に仏事が行われた例もあった。宇多・醍醐両天皇ごろに最も隆盛を極め、容易に忌避することのできない恒例の行事と見なされたが、伊勢神宮の斎王の群行が行われる際には停止され、その他忌服などの触穢で捧げることができない時には由祓（よしのはらへ）を行ってその事情を奉告する定めで、後には穢れの無い場合でも祓が行われる例となった。なお、『経頼記』には長暦2年（1038年）3月に后妃（藤原嫄子）懐妊のために祓まで停止された例も記録されている。

## 儀式次第
御燈は3月と9月の3日に行われ、その次第を『江家次第』や『西宮記』に就いて見ると、まず1日に宮主（みやじ。神祇官の卜部の長）による御体の穢れの有無が占われ、それより潔斎期間に入り、当日は内蔵寮から霊厳寺へ御燈が奉納され、その後天皇は魚味を食すとされる。
また、もし穢気があるとの占が出れば御燈は取りやめとなり、3日（当日）には御体の祓のみが行われるが、その際は天皇が清涼殿の孫廂において湯浴みを行ってから出御、内蔵寮が御贖物（おんあがもの）を、宮主が御麻（おんぬさ）を献じ、天皇は贖物を1撫でして息を吹きかけてから宮主へ渡す、宮主が祝詞を奏上して贖物を撤下し、天皇は御拝の後に魚味を食すとある。

## 沿革 2
平安時代中期からは太政大臣や左大臣など臣下の第（私邸）でも宮中の儀式を模して行われるなど一般化する一方で、『江家次第』には「近例絶えて御燈を奉られず、これ宮主必ず穢気有りの由を卜申する也」とあるように、灯火を捧げる事は少なくなって由祓のみを行う事が常例となり、次第に廃れていったようであるが、民間においては後世の日待、月待の行事に繋がったと見られている。